# Leichtathletik-Weltmeisterschaften 2023/Teilnehmer (Niederlande)
| Goldmedaillen | Silbermedaillen | Bronzemedaillen |
| ------------- | --------------- | --------------- |
| 2             | 1               | 2               |

Der Leichtathletikverband der Niederlande nahm an den Leichtathletik-Weltmeisterschaften 2023 in Budapest teil. 41 Athletinnen und Athleten wurden vom niederländischen Verband nominiert.

## Medaillengewinnerinnen
| Medaille | Athletin                                                                                              | Disziplin    |
| -------- | --- | ------------ |
| Gold     | Femke Bol                                                                                             | 400 m Hürden |
| Gold     | Eveline Saalberg Lieke Klaver Cathelijn Peeters Femke Bol nur im Vorlauf eingesetzt: Lisanne de Witte | 4 × 400 m    |
| Silber   | Sifan Hassan                                                                                          | 5000 m       |
| Bronze   | Sifan Hassan                                                                                          | 1500 m       |
| Bronze   | Anouk Vetter                                                                                          | Siebenkampf  |

## Ergebnisse

### Männer

#### Laufdisziplinen
| Athlet | Disziplin    | Vorlauf        | Vorlauf | Halbfinale     | Halbfinale | Finale         | Finale |
| Athlet | Disziplin    | Zeit           | Platz   | Zeit           | Platz      | Zeit           | Platz  |
| --- | ------------ | -------------- | ------- | -------------- | ---------- | -------------- | ------ |
| Raphael Bouju                                                                                               | 100 m        | 10,09 s        | 01      | 10,20 s        | 05         | DNQ            | DNQ    |
| Taymir Burnet                                                                                               | 200 m        | 20,31 s PB     | 05      | 20,65 s        | 06         | DNQ            | DNQ    |
| Liemarvin Bonevacia                                                                                         | 400 m        | 44,78 SB       | 03      | 45,23          | 05         | DNQ            | DNQ    |
| Niels Laros                                                                                                 | 1500 m       | 3:34,25 min    | 01      | 3:32,74 min NR | 03         | 3:31,25 min NR | 10     |
| Mike Foppen                                                                                                 | 5000 m       | 13:38,94 min   | 25      |                |            | DNQ            | DNQ    |
| Abdi Nageeye                                                                                                | Marathon     |                |         |                |            | DNF            | DNF    |
| Nick Smidt                                                                                                  | 400 m Hürden | DNS            | DNS     | -              | -          | –              | –      |
| Raphael Bouju Taymir Burnet Nsikak Ekpo Hensley Paulina nicht eingesetzt: Churandy Martina Xavi Mo-Ajok     | 4 × 100 m    | DNF            | DNF     |                |            | DNQ            | DNQ    |
| Terrence Agard Ramsey Angela Isayah Boers Isaya Klein Ikkink nur im Vorlauf eingesetzt: Liemarvin Bonevacia | 4 × 400 m    | 3:00,23 min SB | 03      |                |            | 3:00,40 min    | 06     |

#### Sprung/Wurf
| Athlet            | Disziplin      | Qualifikation | Qualifikation | Finale     | Finale |
| Athlet            | Disziplin      | Weite/Höhe    | Platz         | Weite/Höhe | Platz  |
| ----------------- | -------------- | ------------- | ------------- | ---------- | ------ |
| Douwe Amels       | Hochsprung     | 2,22 m        | 20            | DNQ        | DNQ    |
| Menno Vloon       | Stabhochsprung | 5,70 m        | 16            | DNQ        | DNQ    |
| Denzel Comenentia | Hammerwurf     | 70,16 m       | 29            | DNQ        | DNQ    |

#### Zehnkampf
| Athlet   | Disziplin | 100 m   | Weitsprung | Kugelstoßen | Hochsprung | 400 m   | 110 m Hürden | Diskuswurf | Stabhochsprung | Speerwurf | 1500 m      | Punkte | Platz |
| -------- | --------- | ------- | ---------- | ----------- | ---------- | ------- | ------------ | ---------- | -------------- | --------- | ----------- | ------ | ----- |
| Rik Taam | Ergebnis  | 10,64 s | 7,11 m     | 14,89 m     | 1,84 m     | 47,12 s | 14,80 s      | 43,04 m    | 4,70 m         | 57,96 m   | 4:22,70 min | 8098   | 13    |
| Rik Taam | Punkte    | 942     | 840        | 783         | 661        | 952     | 874          | 727        | 819            | 707       | 793         | 8098   | 13    |

### Frauen

#### Laufdisziplinen
| Athletin | Disziplin    | Vorlauf        | Vorlauf | Halbfinale     | Halbfinale | Finale         | Finale |
| Athletin | Disziplin    | Zeit           | Platz   | Zeit           | Platz      | Zeit           | Platz  |
| --- | ------------ | -------------- | ------- | -------------- | ---------- | -------------- | ------ |
| N'Ketia Seedo | 100 m        | 11,11 s PB     | 03      | 11,17 s        | 05         | DNQ            | DNQ    |
| Tasa Jiya | 200 m        | 22,97 s        | 03      | 22,67 s PB     | 04         | DNQ            | DNQ    |
| Lieke Klaver | 400 m        | 50,52 s        | 01      | 49,87 s        | 01         | 50,33 s        | 06     |
| Sifan Hassan | 1500 m       | 4:02,92 min    | 01      | 3:55,48 min SB | 03         | 3:56,00 min    | Bronze |
| Sifan Hassan | 5000 m       | 14:32,29 min   | 01      |                |            | 14:54,11 min   | Silber |
| Maureen Koster | 5000 m       | 15:05,13 min   | 08      |                |            | 15:00,78 min   | 12     |
| Sifan Hassan | 10.000 m     |                |         |                |            | 31:53,35 min   | 11     |
| Diane van Es | 10.000 m     |                |         |                |            | 32:05,85 min   | 13     |
| Maayke Tjin-A-Lim | 100 m Hürden | 12,92 s        | 05      | 13,05 s        | 07         | DNQ            | DNQ    |
| Nadine Visser | 100 m Hürden | 12,68 s        | 02      | 12,62 s SB     | 03         | DNQ            | DNQ    |
| Femke Bol | 400 m Hürden | 53,39 s        | 01      | 52,95 s        | 01         | 51,70 s        | Gold   |
| Cathelijn Peeters | 400 m Hürden | 54,95 s        | 04      | 54,63 s        | 05         | DNQ            | DNQ    |
| Tasa Jiya Lieke Klaver N'Ketia Seedo Nadine Visser nur im Vorlauf eingesetzt: Marije van Hunenstijn Jamile Samuel                  | 4 × 100 m    | 42,53 s        | 04      |                |            | DNF            | DNF    |
| Femke Bol Lieke Klaver Cathelijn Peeters Eveline Saalberg nur im Vorlauf eingesetzt: Lisanne de Witte nicht eingesetzt: Zoë Sedney | 4 × 400 m    | 3:23,75 min SB | 04      |                |            | 3:20,72 min NR | Gold   |

#### Sprung/Wurf
| Athletin            | Disziplin   | Qualifikation | Qualifikation | Finale     | Finale |
| Athletin            | Disziplin   | Weite/Höhe    | Platz         | Weite/Höhe | Platz  |
| ------------------- | ----------- | ------------- | ------------- | ---------- | ------ |
| Pauline Hondema     | Weitsprung  | 6,57 m        | 15            | DNQ        | DNQ    |
| Alida van Daalen    | Kugelstoßen | 17,93 m       | 19            | DNQ        | DNQ    |
| Jessica Schilder    | Kugelstoßen | 19,64 m SB    | 01            | 19,26 m    | 08     |
| Jorinde van Klinken | Kugelstoßen | 18,66 m       | 10            | 19,05 m    | 09     |
| Jorinde van Klinken | Diskuswurf  | 63,20 m       | 08            | 67,20 m SB | 04     |

#### Siebenkampf
| Athletin         | Disziplin | 100 m Hürden | Hochsprung | Kugelstoßen | 200 m | Weitsprung | Speerwurf | 800 m   | Punkte | Platz  |
| ---------------- | --------- | ------------ | ---------- | ----------- | ----- | ---------- | --------- | ------- | ------ | ------ |
| Sofie Dokter     | Ergebnis  | 13,82        | 1,80       | 13,16       | 23,89 | 6,09       | 44,46     | 2:17,98 | 6192   | 11     |
| Sofie Dokter     | Punkte    | 1004         | 978        | 738         | 991   | 877        | 753       | 851     | 6192   | 11     |
| Emma Oosterwegel | Ergebnis  | 13,38        | 1,71       | 14,16       | 24,58 | 6,19       | 54,88     | 2:12,06 | 6464   | 05     |
| Emma Oosterwegel | Punkte    | 1068         | 867        | 805         | 926   | 908        | 955       | 935     | 6464   | 05     |
| Anouk Vetter     | Ergebnis  | 13,42        | 1,71       | 15,72       | 24,28 | 5,99       | 59,57     | 2:20,49 | 6501   | Bronze |
| Anouk Vetter     | Punkte    | 1062         | 867        | 909         | 954   | 846        | 1046      | 817     | 6501   | Bronze |

### Mixed

#### Laufdisziplinen
| Athletin/Athlet | Disziplin | Vorlauf        | Vorlauf | Finale | Finale |
| Athletin/Athlet | Disziplin | Zeit           | Platz   | Zeit   | Platz  |
| --- | --------- | -------------- | ------- | ------ | ------ |
| Femke Bol (w) Liemarvin Bonavacia (m) Lieke Klaver (w) Isaya Klein Ikkink (m) nur im Vorlauf eingesetzt: Terrence Agard (m) | 4 × 400 m | 3:12,12 min SB | 04      | DNF    | DNF    |